# Jakub Motylewski
Jakub Motylewski (ur. 31 marca 1995) – polski koszykarz występujący na pozycji środkowego, obecnie zawodnik MKS-u Dąbrowa Górnicza.
15 stycznia 2019 został wypożyczony przez Trefl Sopot do Jamalex Polonii 1912 Leszno.
W lipcu 2019 dołączył do Polpharmy Starogard Gdański.
1 lipca 2020 został zawodnikiem MKS-u Dąbrowy Górniczej. 14 maja 2021 zawarł kolejną umowę z klubem.

## Osiągnięcia
Stan na 3 lipca 2020.
Drużynowe
- Mistrz Polski juniorów starszych (2015)
- Brązowy medalista mistrzostw Polski juniorów starszych (2014)